# ハイサム・アシリ
ハイサム・アシリ（Haitham Asiri, 2001年3月25日 - ）は、サウジアラビア・リヤド出身のサッカー選手。アル・アハリ・サウジFC所属。サウジアラビア代表。ポジションはフォワード。

## 経歴
2020年よりアル・アハリ・サウジFCに所属する。2019-20シーズンにデビューし1試合の出場、翌シーズンは5試合の出場に終わる。2021-22シーズンはポジションを確立し22試合に出場するが、チームはサウジ・ファーストディヴィジョンリーグに降格した。

### 代表
2021年12月1日のヨルダン代表戦でA代表デビュー。2022年6月6日にはAFC U23アジアカップで日本U-23代表と対戦した。
2022 FIFAワールドカップの本大会メンバーにも選出された。

## 代表歴

### 出場大会
- サウジアラビア代表
  - 2022 FIFAワールドカップ

### 試合数
- 国際Aマッチ 10試合 1得点（2021年-）[4]

| サウジアラビア代表 | 国際Aマッチ | 国際Aマッチ |
| 年                 | 出場        | 得点        |
| ------------------ | ----------- | ----------- |
| 2021               | 3           | 0           |
| 2022               | 6           | 1           |
| 2023               | 1           | 0           |
| 通算               | 10          | 1           |